# Comedie de groază (gen)
O comedie de groază (în engleză: Horror comedy) este un gen de film care îmbină elemente de filme de comedie și de groază.

## Exemple
- The Evil Dead
- Zombieland
- Scary Movie
- John Dies at the End
- The Comedy of Terrors
- Bad Milo
- The Frighteners